# La Galissonnière (croiseur)
Pour les autres navires du même nom, voir La Galissonnière#Navires.
Le La Galissonnière était un croiseur léger de la Marine nationale française, navire de tête de la classe du même nom. Lancé en 1933 à l'Arsenal de Brest, il fut mis en service actif en 1936. Ce bâtiment de guerre tire son nom de Rolland-Michel Barrin, comte de La Galissonnière, un éminent officier de marine et administrateur colonial français du XVIIIe siècle. 
Faisant partie d'une série de six croiseurs légers conçus dans les années 1930, le La Galissonnière représentait l'aboutissement de l'expérience française en matière de construction navale de l'entre-deux-guerres. Ces navires, caractérisés par leur silhouette élégante et leur armement équilibré, étaient destinés à renforcer la présence française en Méditerranée et dans les colonies.
Le La Galissonnière a connu une carrière mouvementée, sabordé à Toulon en 1942, il est récupéré par la marine italienne et coulé en 1944 pour ensuite être démoli en 1952.

## Histoire

### Construction et mise en service
Les navires de la classe La Galissonnière ont été conçus dans les années 1930 en réponse à l’évolution des croiseurs légers étrangers, notamment italiens, britanniques et allemands, afin de moderniser la flotte française. Ces croiseurs étaient destinés à accomplir des missions variées, notamment la protection des convois, l’escorte de navires de ligne et l’engagement contre d’autres croiseurs.
Premier navire de sa classe, Le La Galissonnière fut construit aux chantiers de Brest à partir de 1931, pour être finalement lancé le 17 novembre 1933. Le croiseur entra en service actif le 1er janvier 1936, avec un équipage de 540 hommes. 
Après sa mise en service, le La Galissonnière fut affecté à la 2e Division légère de l'Escadre de la Méditerranée jusqu'en octobre 1937. Il rejoignit ensuite la 3e Division de Croiseurs (D.C.) à Toulon, aux côtés de ses navires jumeaux, le Jean de Vienne et le Marseillaise, ce dernier servant de navire amiral
Au début de la Seconde Guerre mondiale, le La Galissonnière effectua des sorties d'exercices et des patrouilles au large de Bizerte. Il fut ensuite transféré à Brest pour un grand carénage du 18 novembre 1939 au 1er mars 1940.De mars à juillet 1940, le navire reprit ses missions de patrouille et de surveillance au large des côtes nord-africaines. Le 13 juin 1940, il résista victorieusement à l'attaque de deux sous-marins italiens.

### Période de Vichy
Après l'armistice, le La Galissonnière rejoignit Toulon. Jusqu'en février 1941, il effectua des sorties d'exercices dans le cadre de la « Force de Haute Mer » de Vichy. Deux des trois croiseurs de la 3e Division de Croiseurs - le La Galissonnière et la Marseillaise - ne firent jamais de sortie en haute mer en raison de la pénurie de carburant, sauf en novembre 1940 pour couvrir le retour à Toulon du cuirassé Provence, sévèrement endommagé par les tirs Britanniques en juillet 1940 pendant la bataille de Mers-el-Kebir
Il fut désarmé à la mi-avril et resta à Toulon jusqu'au moment de son sabordage.

### Sabordage et récupération
Le 27 novembre 1942, pour éviter sa capture par les forces de l'Axe, le La Galissonnière fut sabordé à Toulon. Le croiseur était situé dans la forme 1 de la darse 3 de Missiessy,.

## Capture
Après le sabordage à Toulon, le navire fut récupéré par la marine italienne comme prise de guerre le 3 mars 1943 et enregistré comme « FR12 ». Son navire jumeau le Jean de Vienne connut le même sort sous le nom « FR11 ». En novembre 1942, l'Italie s'attribua une bonne partie des navires français en dehors de La Galissonnière : deux croiseurs légers, 11 destroyers, 11 navires d'escorte, 9 sous-marins et 10 dragueurs de mines.
Un réaménagement fut initié, mais il n'était pas fini au moment de l'armistice italien (près de 60 % du navire avait été reconstruit). L'intention d'incorporer l'ancien navire français dans la Regia Marina a toutefois été contrecarré par les pénuries chroniques de carburant en Italie.
Le navire fut endommagé par des bombardiers américains le 24 novembre 1943, après l'armistice italien. La Galissonnière a finalement coulé le 18 août 1944 dans un raid aérien par B-25 Mitchells du 321e Groupe de Bombardement des Forces Aériennes de l'Armée des États-Unis.
L'épave fut démolie en 1952.